# Dansk musik i 2013
Resume af dansk musik i 2013.

## Månedlig oversigt

### Koncerter og arrangementer

#### Januar
- 25. januar: Asking Alexandria i Amager Bio, København.
- 26. januar: Dansk Melodi Grand Prix 2013 i Jyske Bank Boxen, Herning.

#### Februar
- 9. februar: Elaine Paige i MCH Herning Kongrescenter.
- 10. februar: Elaine Paige i Aalborg Kongres og Kultur Center.
- 13. februar: Beth Hart i Amager Bio, København.

#### Marts
- 2. marts: Klezmofobia i Global CPH i København.
- 26. marts: Il Divo feat. Katherine Jenkins i Forum Horsens.

#### April
- 7. april: Sarah Dawn Finer i Malmø Koncerthus i Malmø.
- 20. april: Justin Bieber i Parken, København.

#### Maj
- 2. maj: André Rieu i Jyske Bank Boxen, Herning.
- 3. maj: André Rieu i Gigantium, Aalborg.
- 4. maj: André Rieu i Stadium Arena Fyn, Odense.
- 5. maj: One Direction i Jyske Bank Boxen, Herning.
- 10. maj: One Direction i Forum København.
- 11. maj: Max Raabe & Palast Orchester i Glassalen, København.
- 14. maj: James Last i Aalborg Kongres og Kultur Center.
- 16. maj: James Last i Stadium Arena Fyn, Odense.
- 19. maj: Eros Ramazzotti i Gigantium, Aalborg.
- 30. maj: P!nk i Jyske Bank Boxen, Herning.
- 31. maj: Eros Ramazzotti i Forum København.

#### Juni
- 6. juni: Bon Jovi i Parken, København.
- 11. juni: Kiss i Forum København.
- 13. juni: Depeche Mode i Parken, København.
- 16. juni: Mark Knopfler i Forum København.

#### Juli
- 2. juli: Green Day i Refshaleøen, Amager.

## Månedlig oversigt

### Musikfestivalter

#### August
- 1. august-3. august: Egholm Festival

## Dødsfald
Tekst mangler, hjælp os med at skrive teksten